# Angolska rukometna reprezentacija
Angolska rukometna reprezentacija predstavlja državu Angolu u športu rukometu.
Krovna organizacija:

## Poznati igrači i treneri

### Svjetsko prvenstvo 2019.
Popisi igrača za svjetsko prvenstvu 2019.: Francisco Almeida, Claúdio Chicola, Filipe Cruz, Edvaldo Ferreira, Custódio Gouveia, Romé Hebo, Cláudio Lopes, Adilson Maneco, Giovane Muachissengue, Manuel Nascimento, Otiniel Pascoal, Elsemar Pedro, Adelino Pestana, Agnelo Quitongo, Declerck Sibo, Aguinaldo Tati, Gabriel Teca

## Igrači hrvatskog podrijetla
- Antonio Filipovic, koji je bio dijelom šireg popisa za SP 2007. (u to vrijeme je bio igračem  Grupo Desp. Bance)

## Nastupi naAP
- prvaci:
- doprvaci:
- treći: 2018., 2016., 2004.

## Nastupi na SP
Sudionici su SP-a 2007. u Njemačkoj.

## Postava naSP 2007.
| Broj | Ime i prezime         | Godina rođenja | Visina |
| ---- | --------------------- | -------------- | ------ |
| 1    | Edson Faustino        | 1981.          | 1,77   |
| 2    | Yuri Fernandes        | 1984.          | 1,84   |
| 3    | Licinio Pascoal       | 1975.          | 1,80   |
| 6    | Marcelino Nascimento  | 1979.          | 1,73   |
| 7    | Jose Macueria         | 1972.          | 1,89   |
| 8    | Belchior Kamuanga     | 1983.          | 1,76   |
| 9    | Pedro Neto            | 1979.          | 1,89   |
| 10   | Paulo Pereira         | 1978.          | 1,74   |
| 11   | Francsico Marcal      | 1979.          | 1,84   |
| 13   | Manuel Dias           | 1973.          | 1,87   |
| 14   | Jose Teodoro          | 1974.          | 1,84   |
| 15   | Genipro Narciso       | 1972.          | 1,89   |
| 16   | Giovany Muachissengue | 1984.          | 1,83   |
| 17   | Sergio Lopes          | 1983.          | 1,89   |
| 18   | Elias Antonio         | 1987.          | 1,80   |
| 22   | Jaime Barreiro        | 1977.          | 1,86   |